# Linkowszczyzna (rejon miorski)
Linkowszczyzna  (biał. Лінкаўшчына; ros. Линковщина) – wieś na Białorusi, w obwodzie witebskim, w rejonie miorskim, w sielsowiecie Przebrodzie.
Dawniej używana nazwa – Linkowszczyzna Podbagienna.

## Historia
W czasach zaborów folwark w gminie Przebrodź, w powiecie dzisieńskim, w guberni wileńskiej Imperium Rosyjskiego.
W latach 1921–1945 wieś leżała w Polsce, w województwie wileńskim, w powiecie dziśnieńskim, od 1926 roku w powiecie brasławskim, w gminie Przebrodzie.
Według Powszechnego Spisu Ludności z 1921 roku zamieszkiwało tu 101 osób, 25 było wyznania rzymskokatolickiego, 11 prawosławnego a 65 staroobrzędowego. Jednocześnie 25 mieszkańców zadeklarowało polską, 76 białoruską. Było tu 18 budynków mieszkalnych. W 1931 w 18 domach zamieszkiwały 122 osoby.
Wierni należeli do parafii rzymskokatolickiej w Miorach i prawosławnej w Przebrodziu. Miejscowość podlegała pod Sąd Grodzki w Brasławiu i Okręgowy w Wilnie; właściwy urząd pocztowy mieścił się w Przebrodziu.
W wyniku napaści ZSRR na Polskę we wrześniu 1939 miejscowość znalazła się pod okupacją sowiecką. 2 listopada została włączona do Białoruskiej SRR. Od czerwca 1941 roku pod okupacją niemiecką. W 1944 miejscowość została ponownie zajęta przez wojska sowieckie i włączona do Białoruskiej SRR.
Od 1991 w składzie niepodległej Białorusi.